# Сормовский вокзал
Со́рмовский вокза́л — ранее существовавший железнодорожный вокзал Нижнего Новгорода.

## История
В 1872 году была открыта железнодорожная ветка от Сормовского завода до Канавино, по которой осуществлялось в том числе и пассажирское сообщение. Сормовский вокзал в Канавино располагался у современной станции метро «Канавинская».
В 1905 году с него ежедневно отправлялось 8—10 пар поездов с вагонами трёх классов. 
В конце 1920 годах Сормовская ветка (и пассажирское сообщение по ней) была продолжена до Правдинска. 
К середине 1930-х годов вокзал был переименован в станцию «Сталинская», существовавшую до середины 1950-х годов.